# وی‌اچ‌دی‌ال
وی‌اچ‌دی‌ال (به انگلیسی VHDL) یک زبان توصیف سخت‌افزار برای بیان مشخصات سخت‌افزار است.
زبان VHDL نخستین بار توسط وزارت دفاع آمریکا به منظور طراحی و توصیف مدارهای مجتمع سرعت بالا طراحی شد و مورد استفاده قرار گرفت. سپس در سال ۱۹۸۷ توسط انجمن IEEE (انجمن مهندسان برق و الکترونیک) در قالب استاندارد IEEE 1076-1987 ارائه گردید. پس از گذشت چند سال و انجام پاره‌ای از تصحیحات، استاندارد دوم این زبان تحت عنوان IEEE 1076-1993 در اختیار عموم قرار گرفت. به‌طور کلی می‌توان مزایای زیر را در استفاده از زبان VHDL عنوان نمود:
- با توجه به این که VHDL یک زبان استاندارد می‌باشد، کد نوشته توسط آن را می‌توان به روی سنتزکننده‌ها و تراشه‌های تولیدکنندگان مختلف پیاده‌سازی نمود و نیازی به تغییر کد وجود ندارد.
- شبیه‌سازها و کامپایلر‌های این زبان در دسترس و ارزان قیمت می‌باشند.
- با استفاده از این زبان می‌توان سیستم‌ها را به صورت ساختاری یا رفتاری مدل‌سازی نمود. توصیف رفتاری نشان دهنده عملکرد سیستم و چگونگی تولید خروجی‌ها بر اساس سیگنال‌های ورودی می‌باشد. با استفاده از این توصیف می‌توان عملکرد کلی سیستم را بیان کرد و از درگیر شدن با جزئیات بلوک‌های سازنده سیستم که در طرح‌های بزرگ به پیچیدگی توصیف سیستم منجر شود، اجتناب نمود. در مقابل مدل ساختاری نشان دهنده نحوه ارتباط بلوک‌های سازنده سیستم است و بیانگر جزئیات بیشتری از سخت‌افزار می‌باشد. به این ترتیب با استفاده از این زبان امکان توصیف سخت‌افزار از سطح گیت تا سیستم فراهم می‌شود.
- با استفاده از توصیف سخت‌افزاری می‌توان سیستم‌های پیچیده را توسط ارتباط بین بلوک‌های سازنده آن‌ها مدل‌سازی نمود؛ به این ترتیب پیاده‌سازی این سیستم‌ها توسط زبان VHDL ساده‌تر از زبان‌های برنامه‌نویسی از قبیل c می‌باشد.
- با بکارگیری کتابخانه‌ها و componentها در زبان VHDL، می‌توان از المان‌های موجود و نوشته شده در سایر طراحی‌ها استفاده نمود. در واقع عملکرد آن‌ها شبیه DLLها و توابع در زبان‌های برنامه‌نویسی نرم‌افزاری می‌باشد.
- سرعت طراحی و پیاده‌سازی سیستم‌های پیچیده توسط این زبان بسیار بیشتر از طراحی شماتیک است زیرا چگونگی اتصال گیت‌ها و بلوک‌ها، توسط نرم‌افزار سنتزکننده تعیین می‌شود. به این ترتیب می‌توان سیستم‌های پیچیده را در مدت زمان کوتاهی پیاده‌سازی کرده، تغییرات و اصطلاحات مورد نیاز را در برنامه اعمال نمود.
- استفاده از این زبان بستر مناسبی برای شبیه‌سازی سیستم مورد توصیف ایجاد می‌کند و پس از اطمینان از صحت عملکرد کد نوشته شده در محیط شبیه‌ساز، می‌توان توصیف سیستم را به روی تراشه مورد نظر پیاده کرد.

## مثال‌هایی از برنامه

### پیاده‌سازی گیت AND
```
-- (this is a VHDL comment)

-- import std_logic from the IEEE library

library
 
IEEE
;

use
 
IEEE.std_logic_1164.
all
;

-- this is the entity

entity
 
ANDGATE
 
is

   
port
 
(

         
IN1
 
:
 
in
 
std_logic
;

         
IN2
 
:
 
in
 
std_logic
;

         
OUT1
:
 
out
 
std_logic
);

end
 
ANDGATE
;

architecture
 
RTL
 
of
 
ANDGATE
 
is

begin

  
OUT1
 
<=
 
IN1
 
and
 
IN2
;

end
 
RTL
;

```

### پیاده‌سازی مالتی پلکسر
```
-- template 1:

X
 
<=
 
A
 
when
 
S
 
=
 
'1'
 
else
 
B
;

-- template 2:

with
 
S
 
select

  
X
 
<=
 
A
 
when
 
'1'
,

       
B
 
when
 
others
;

-- template 3:

process
(
A
,
B
,
S
)

begin

  
case
 
S
 
is

    
when
 
'1'
    
=>
 
X
 
<=
 
A
;

    
when
 
others
 
=>
 
X
 
<=
 
B
;

  
end
 
case
;

end
 
process
;

-- template 4:

process
(
A
,
B
,
S
)

begin

  
if
 
S
 
=
 
'1'
 
then

    
X
 
<=
 
A
;

  
else

    
X
 
<=
 
B
;

  
end
 
if
;

end
 
process
;

-- template 5 - 4:1 MUX, where S is a 2-bit std_logic_vector :

process
(
A
,
B
,
C
,
D
,
S
)

begin

  
case
 
S
 
is

    
when
 
"00"
   
=>
 
X
 
<=
 
A
;

    
when
 
"01"
   
=>
 
X
 
<=
 
B
;

    
when
 
"10"
   
=>
 
X
 
<=
 
C
;

    
when
 
others
 
=>
 
X
 
<=
 
D
;

  
end
 
case
;

end
 
process
;

```

### پیاده‌سازیفلیپ فلاپنوع D
```
-- simplest DFF template (not recommended)

Q
 
<=
 
D
 
when
 
rising_edge
(
CLK
);

-- recommended DFF template:

process
(
CLK
)

begin

  
-- use falling_edge(CLK) to sample at the falling edge instead

  
if
 
rising_edge
(
CLK
)
 
then

    
Q
 
<=
 
D
;

  
end
 
if
;

end
 
process
;

-- alternative DFF template:

process

begin

  
wait
 
until
 
CLK
=
'1'
;

  
Q
 
<=
 
D
;

end
 
process
;

-- alternative template expands the ''rising_edge'' function above:

process
(
CLK
)

begin

   
if
 
CLK
 
=
 
'1'
 
and
 
CLK
'event
 
then
--use rising edge, use  "if CLK = '0' and CLK'event" instead for falling edge

      
Q
 
<=
 
D
;

   
end
 
if
;

end
 
process
;

```

### پیاده‌سازی شمارنده
```
library
 
IEEE
;

use
 
IEEE.std_logic_1164.
all
;

use
 
IEEE.numeric_std.
all
;
    
-- for the unsigned type

entity
 
counter_example
 
is

generic
 
(
 
WIDTH
 
:
 
integer
 
:=
 
32
);

port
 
(

  
CLK
,
 
RESET
,
 
LOAD
 
:
 
in
 
std_logic
;

  
DATA
 
:
 
in
  
unsigned
(
WIDTH
-
1
 
downto
 
0
);

  
Q
    
:
 
out
 
unsigned
(
WIDTH
-
1
 
downto
 
0
));

end
 
entity
 
counter_example
;

architecture
 
counter_example_a
 
of
 
counter_example
 
is

signal
 
cnt
 
:
 
unsigned
(
WIDTH
-
1
 
downto
 
0
);

begin

  
process
(
RESET
,
 
CLK
)
 
is

  
begin

    
if
 
RESET
 
=
 
'1'
 
then

      
cnt
 
<=
 
(
others
 
=>
 
'0'
);

    
elsif
 
rising_edge
(
CLK
)
 
then

      
if
 
LOAD
 
=
 
'1'
 
then

        
cnt
 
<=
 
DATA
;

      
else

        
cnt
 
<=
 
cnt
 
+
 
1
;

      
end
 
if
;

    
end
 
if
;

  
end
 
process
;

  
Q
 
<=
 
cnt
;

end
 
architecture
 
counter_example_a
;

```

## پیوند مرتبط
- FPGA‌ها